# Onitis punctatostriatus
Onitis punctatostriatus là một loài bọ cánh cứng trong họ Bọ hung (Scarabaeidae).